# Fortunatamente ancora l'amore
Fortunatamente ancora l'amore è un album del cantante italiano Fred Bongusto, pubblicato su LP e musicassetta dall'etichetta discografica Ricordi nel 1981.
Dal disco viene tratto il singolo Dica 33/Poco.

## Tracce

### Lato A
1. Che ora è
2. Dica 33
3. Il nostro amor segreto
4. Al telefono no

### Lato B
1. Poco
2. Nu sfizio
3. Pioggia calda di un'estate
4. Passerà
5. Se mi frega anche l'amore